# Bara Challenger 1981
Il Bara Challenger 1981 è stato un torneo di tennis facente parte della categoria ATP Challenger Series nell'ambito dell'ATP Challenger Series 1981. Il torneo si è giocato a Bara in Spagna dal 3 al 9 agosto 1981 su campi in terra rossa.

## Vincitori

### Singolare
Bruce Derlin ha battuto in finale  Richard Lewis con il punteggio di 7–6, 6–3

### Doppio
Jiří Hřebec /  PavelHutka hanno battuto in finale  Ángel Giménez /  Jairo Velasco, Sr. con il punteggio di 7–5, 4–6, 9–7